# 约瑟夫·默里
约瑟夫·愛德華·穆雷（英語：Joseph Edward Murray，1919年4月1日—2012年11月26日），美国外科医生，他成功完成了第一例在双胞胎之间进行器官移植的手术。
1990年，他由于在“人体器官和细胞移植的研究”的贡献而获得诺贝尔生理学或医学奖。